# Formpressning

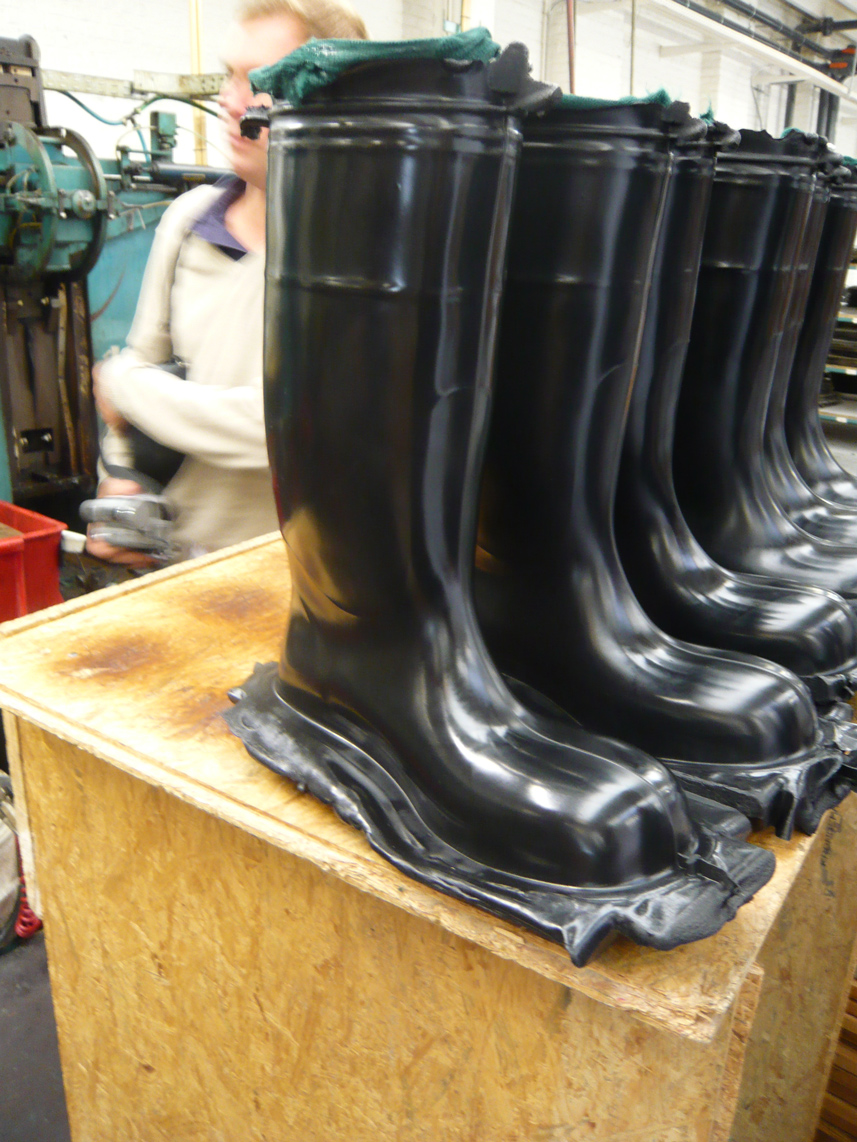
Formpressade gummistövlar innan "skägget" tagits bort.

Formpressning är en metod för formning av till exempel keramiska produkter, trä, textil eller härdplaster. Vid formpressningen används både värme och tryck för att forma en produkt eller mönster med hjälp av ett formverktyg. 

## Process
Vid formpressning använder man sig av två pressplattor mellan vilka det finns ett formverktyg. Materialet placeras i formverktygets hålrum, när det pressas samman fyller materialet ut hålrummet. För att vara säker på att produkterna ska få rätt form måste formpressen laddas med mer material än vad produkten kräver. Metoden är ganska tidsödande och på grund av laddningen av extra material kan en hel del skägg skapas vilket ger svinn vid tillverkning.

## Plast
Formpressning av plast är den äldsta metoden att skapa plastprodukter med bestämd form. Det positiva med formpressningen är att den är relativt enkel och lämpar sig bra för gummiblandningar med dålig flytförmåga och för stora produkter.

## Textil

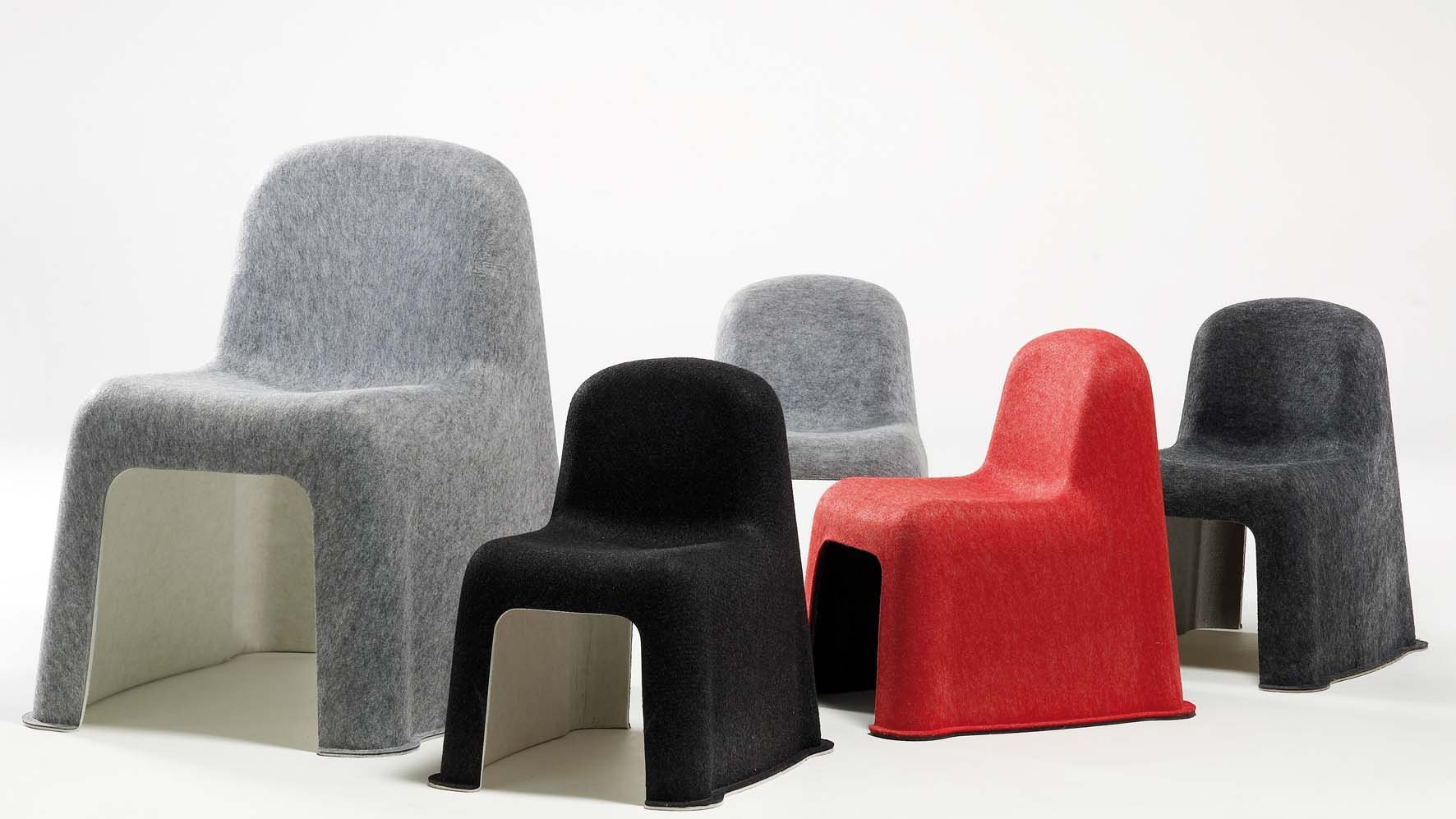
Stolen Nobody är tillverkad i ett enda moment genom formpressning.

Inom textilindustrin användes formpressning för att göra hela (sömlösa) behåkupor hos Triumph redan 1962. En hel form, en behå, kom 1973. Under 1980- och 1990-talet utvecklades tekniken för att göra bl.a. plisseringar och intrikata ytmönster. Märkligt nog kunde man inte formpressa bomull förrän 1978.
Idag[när?] används formpressning även vid tillverkning av produkter inom möbel, inredning och akustik. Råmaterialet som används är nålfilt med inblandning av smältfiber. Tekniken ger möjlighet att tillverka produkter som har hög mekanisk styrka och med olika kulör på fram- och baksida.